# Miramas
Miramas (okzitanisch Miramàs) ist eine französische Stadt mit 25.891 Einwohnern (Stand 1. Januar 2022) im Département Bouches-du-Rhône, unweit von Marseille. Miramas ist ein typischer Eisenbahnerort.

## Geschichte
Miramas wurde wahrscheinlich im 5. Jahrhundert v. Chr. als Dorf auf einem Felsen über dem Tal des Étang de Berre gegründet. Erstmals urkundlich erwähnt wurde die Siedlung im Jahre 964. Die eigentliche Stadt Miramas verdankt ihre Entstehung der Eröffnung der Eisenbahnlinie Arles–Marseille im Jahre 1848. Als Rangierbahnhof für das nahe gelegene Marseille wuchs sie schnell und gewann später durch das Industriegebiet bei Fos-sur-Mer und durch den Flughafen Marseille bei Marignane weiter an wirtschaftlicher Bedeutung.
Westlich der Stadt liegt die ehemalige Renn- und heutige Teststrecke Circuit de Miramas.

### Internierungslager Miramas
Als Nebenlager des Lagers Les Milles bestand während des Zweiten Weltkriegs in Miramas ein Internierungslager in dem zunächst Spanier, die nach dem Spanischen Bürgerkrieg nach Frankreich geflohen waren, sowie zahlreiche ausländische Juden aus der Region Marseille und anderen Lagern untergebracht waren. Spätestens nach der Schließung von Les Milles Ende 1942 wurde Miramas ein selbständiges Lager und beherbergte in den vom Vichy-Regime geschaffenen Groupemnts de travailleurs étrangers (Gruppen ausländischer Arbeiter, GTE) Fremdarbeiter, die als billige Arbeitskräfte vor allem im Bergbau, in der Land- und Forstwirtschaft sowie in Fabriken arbeiten mussten.
Nach Hazzan gab es im Dezember 1943 in Miramas drei Gruppen ausländischer Arbeiter und eine Gruppe minderjähriger Häftlinge.
- Die GTE 701 war in einer Kaserne außerhalb von Miramas untergebracht, die auf dem Gebiet der Gemeinde Istres lag. In dieser Gruppe waren ausländische Arbeiter, freie Spanier und ausländische zusammengefasst, von denen viele aus Les Milles kamen.[3]
- Die GTE 212 war ebenfalls in einer Kaserne einquartiert. Sie umfasste ausländische Arbeiter und viele 1943 in Lyon und Umgebung verhaftete Juden, die für die Organisation Todt arbeiteten mussten und von deutschen Wachen beaufsichtigt wurden. Viele Angehörige dieser Gruppe wurden später in die deutschen Vernichtungslager deportiert.
- Eine weitere Gruppe von Fremdarbeitern war zusammen mit dem zentralen Kontroll- und Überwachungsdienst für Fremdarbeiter im Departement Bouches-du-Rhône in einer stillgelegte Fliesenfabrik untergebracht.
- Eine weitere Gruppe von Häftlingen verrichtete Arbeiten im Bahnhof von Miramas. Sie wurden abends in Waggons gesperrt.

Hazzan stützt ihre Studie weitgehend auf die Berichte zweier ehemaliger Angehöriger der GTE 212 und berichtet von schwierigen Lebens- und Arbeitsbedingungen in diesem Lager, die ungünstiger als in Les Milles gewesen seien, unter anderem auch deshalb, weil in Miramas Hilfsmaßnahmen der Quäker und anderer Hilfsorganisationen ausblieben. Die Internierten der GTE 212 mussten in Steinbrüchen in der Nähe des Lagers arbeiten, um Material zu gewinnen und zum Abtransport zu verladen, das von der Operation Todt zur Verstärkung der Küstenverteidigung gebraucht wurde. Die Spanier in der Gruppe hatten Arbeitszeiten von 8 bis 9 Stunden täglich, die Juden 11 bis 12 Stunden. Unter den jüdischen Internierten befanden sich nach Hazzan viele Deutsche.
Die Jahre 1942 bis 1944 waren die Zeit der Deportationen, vor denen auch die Lager in Miramas nicht verschont blieben. Viele jüdische Internierte der GTE 701, die erst im Frühjahr 1942 aus Les Milles nach Miramas verlegt worden waren, wurden ab Anfang August 1942 wieder nach Les Milles zurücktransportiert und von dort im August und September 1942 über das Sammellager Drancy nach Auschwitz deportiert. Weitere nicht-französische Juden aus der GTE 701wurden am 26. Februar 1943 deportiert. Im Juni 1943 umfasste die GTE 701 noch 130 Spanier oder Ausländer und 49 Juden.
Am 26. Februar 1944 verhaftete die Gestapo alle jüdischen Internierten der GTE 701, und am 28. Februar 1944 weitere 8 bis 10 Juden der GTE 212. Sie wurden im März 1944 deportiert. Im April und Mai fanden in den Lagern in Miramas weitere Verhaftungen mit anschließenden Deportationen nach Auschwitz statt.
Am 24. April 2005 wurde in Miramas ein Gedenkstein „zum Gedenken an die ausländischen Juden des Arbeitslagers von Miramas, die im August 1942 und im Mai 1944 nach Auschwitz und ins Baltikum deportiert wurden“ enthüllt.

## Bahn und Logistik
Miramas ist der Endbahnhof der beiden Bahnlinien der SNCF (französische Staatsbahn) nach Marseille, eine Linie geht direkt, die andere am Meer entlang, Bahnhöfe u. a.: Sausset-les-Pins, Carry-le-Rouet und Ensuès-la-Redonne.
Miramas spielt zudem eine wichtige Rolle im Güterverkehr: hier steht der wichtigste Rangierbahnhof von Südostfrankreich. Daneben entstand seit den 1990er Jahren das Logistikzentrum Clésud, z. T. auf dem Gebiet der Nachbargemeinde Grans, mit einer Fläche von 280 ha und einer Lagerhausfläche von 720'000 m² sowie mit Einrichtungen zum Umladen von Containern zwischen Bahn und Lastwagen für den kombinierten Verkehr.

## Bevölkerungsentwicklung
| Jahr                       | 1962 | 1968   | 1975   | 1982   | 1990   | 1999   | 2006   | 2019   |
| Einwohner                  | 9943 | 10.544 | 15.585 | 20.414 | 21.602 | 22.526 | 24.517 | 26.428 |
| Quellen: Cassini und INSEE |      |        |        |        |        |        |        |        |

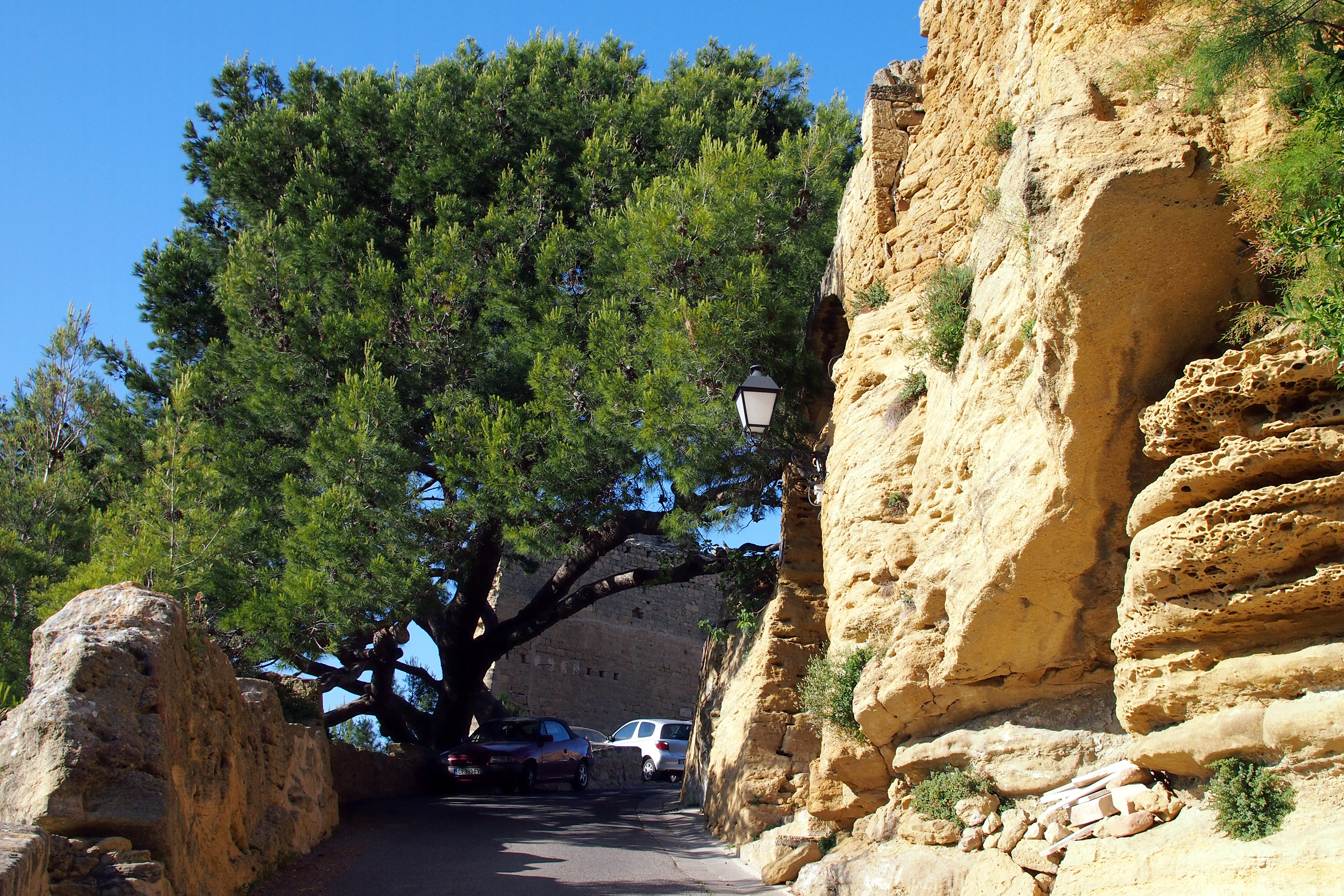
Miramas le Vieux Pin d’Alep
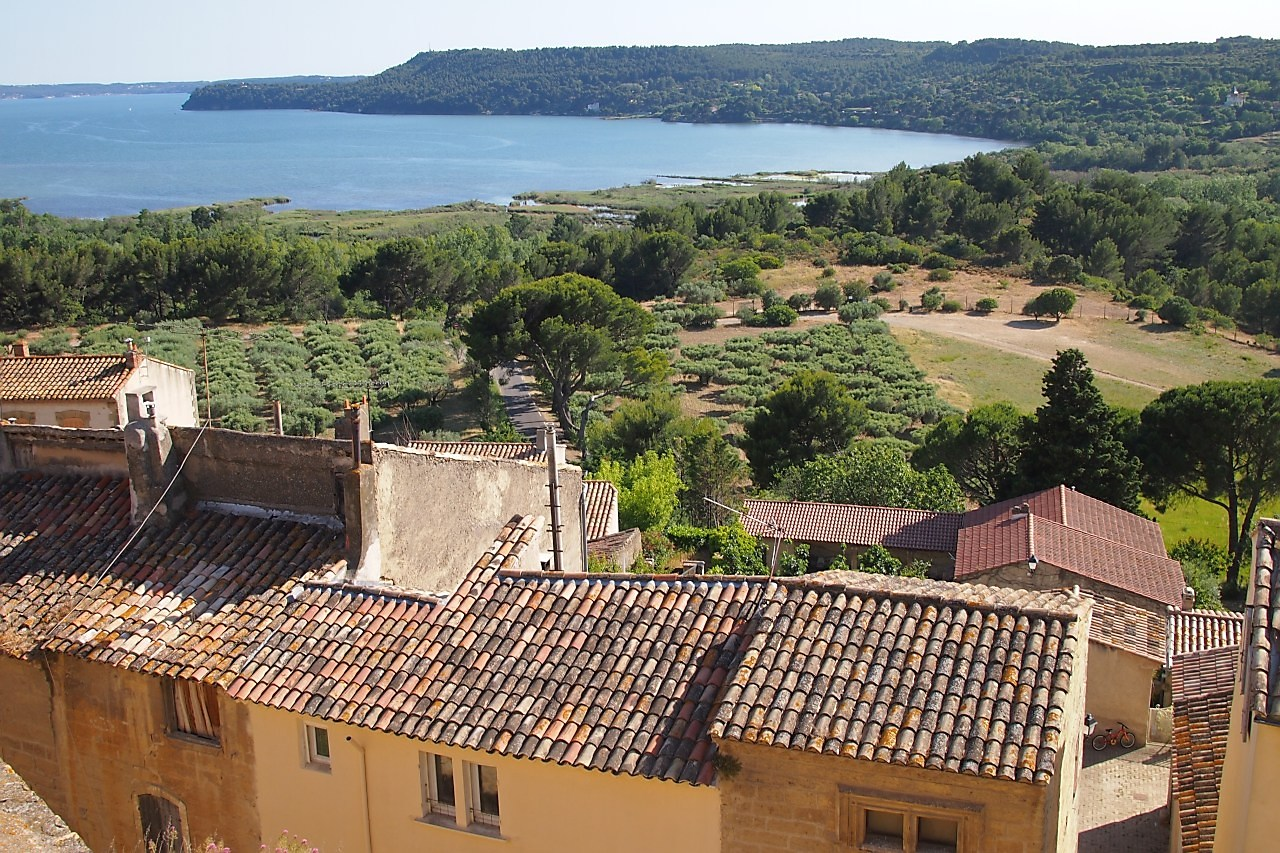
Miramas le Vieux mit Blick auf den Étang de Berre
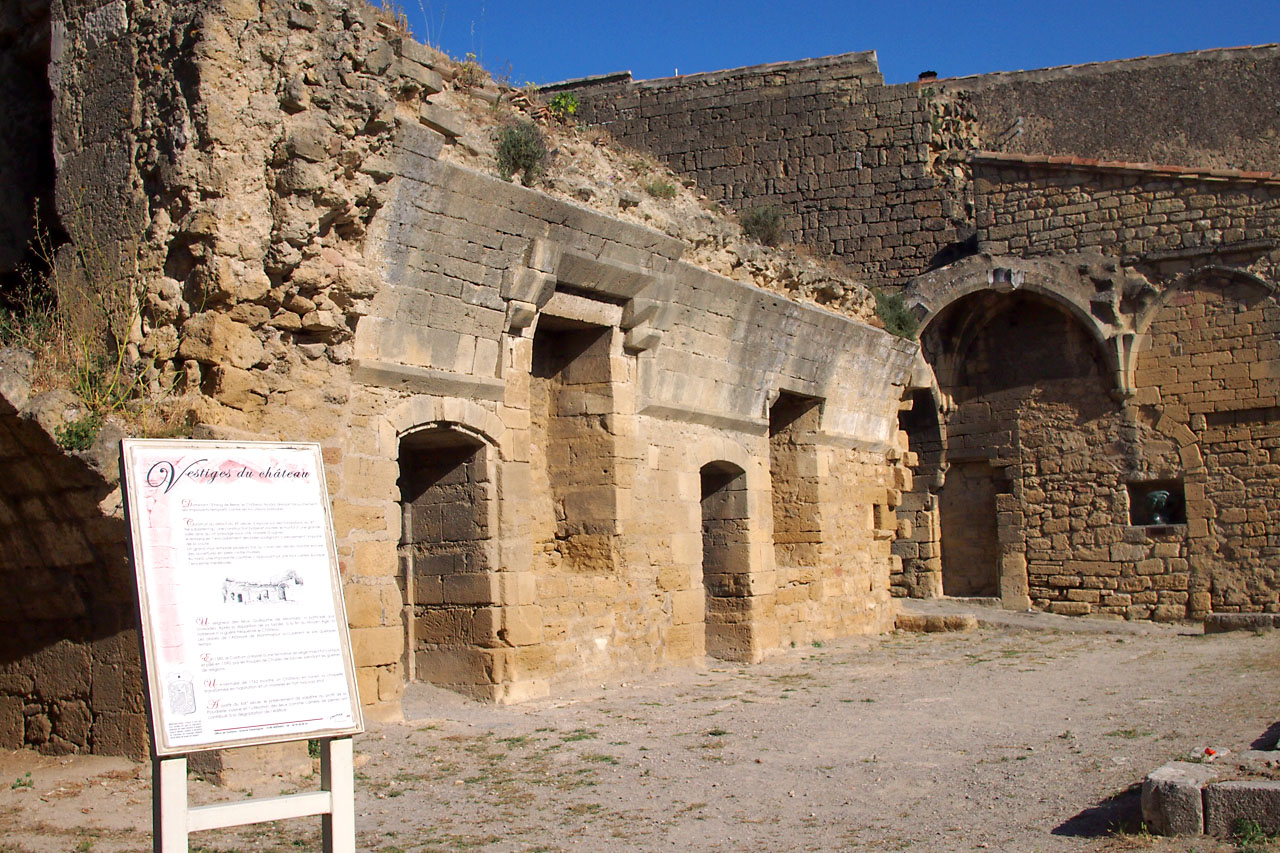
Miramas le Vieux, Überreste der Burganlage
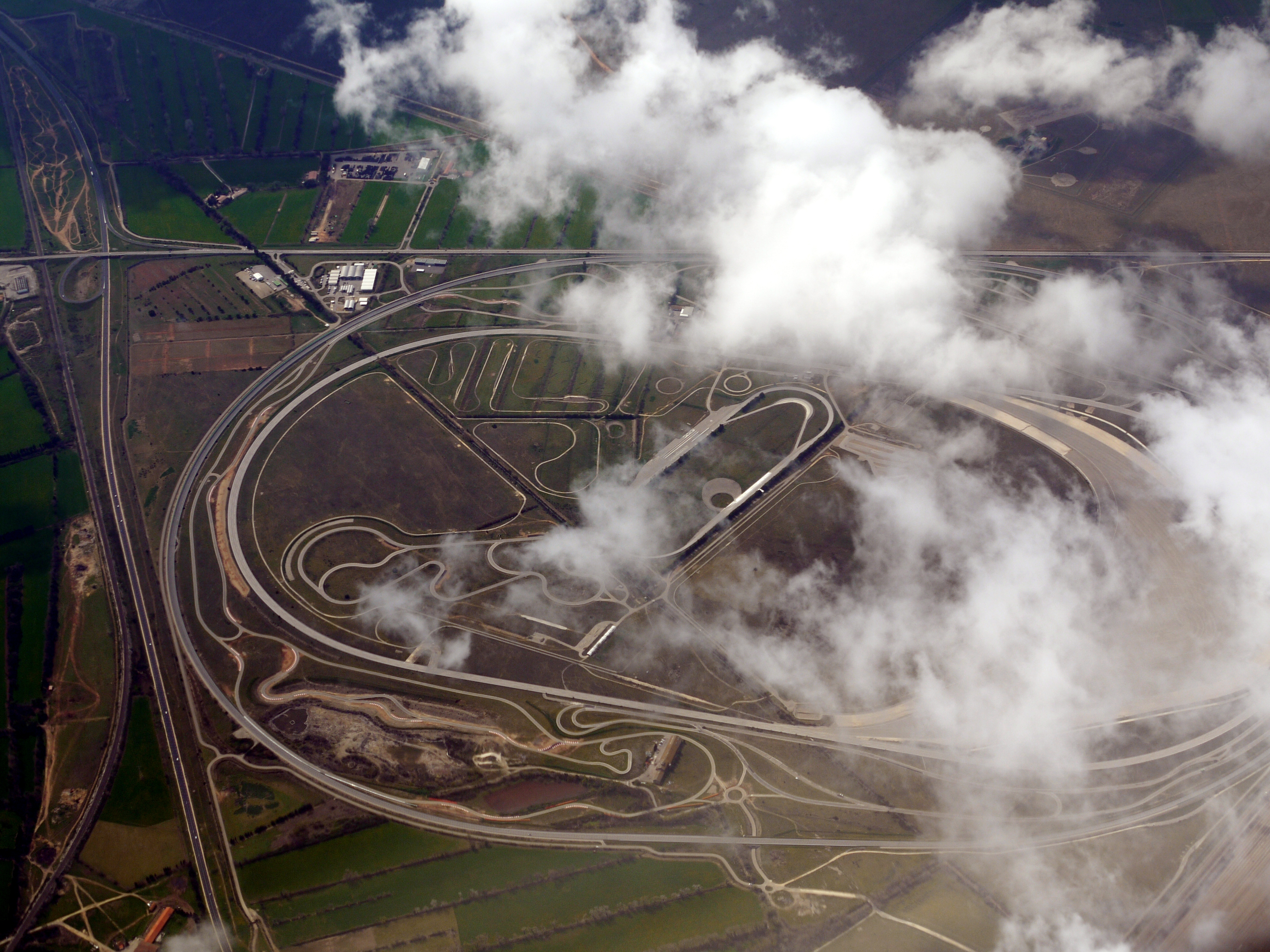
Autodrom, BMW-Teststrecke

## Persönlichkeiten
- Béryl Gastaldello (* 1995), Schwimmerin